# SpVgg 1912/15 Guben
SpVgg 1912/15 Guben was een Duitse voetbalclub uit Guben, Brandenburg. 

## Geschiedenis
De club werd in 1912 opgericht als FC Hohenzollern Guben. Nadat de club in 1920 fuseerde met FC Preußen 1915 Guben nam de club de naam SpVgg 1912/15 Guben aan. In 1924 kon de club via de eindronde promotie afdwingen naar de hoogste afdeling van de Neder-Lausitzse competitie. De club eindigde vijfde op acht teams. Na dit seizoen werd de competitie van drie reeksen herleid naar één reeks, waarvoor de club zich nipt plaatste. Het volgende seizoen was de club niet opgewassen tegen de 
andere sterkere clubs en eindigde voorlaatste met slechts drie punten. De volgende jaren speelde de club in de middenmoot van de  tweede klasse. In 1933 nam de club deel aan de eindronde om te promoveren maar werd tweede. 
Nadat de NSDAP aan de macht kwam in Duitsland werd het voetbal grondig geherstructureerd. De Gauliga werd ingevoerd als nieuwe hoogste klasse en hiervoor kwalificeerde de club zich niet. De clubs werden ook niet in de Gauliga Schlesien ingedeeld, maar in de Gauliga Berlin-Brandenburg, waar de concurrentie met de clubs uit Berlijn moordend was. De club slaagde er niet in om promotie af te dwingen. 
Na de Tweede Wereldoorlog werden alle Duitse clubs ontbonden. De club werd niet meer heropgericht. 